# Överstepräst
Överstepräst, avser en gammaltestamentlig präst som genom smörjelseolja blivit invigd i sitt ämbete och omgärdades av speciella helighetsregler. Översteprästerna beklädde efter den babyloniska fångenskapen det högsta religiösa ämbetet i Israel, uppehållet av präster ur Arons stam. Deras klädnad bestod av bröstsköld, efod, kåpa, livklädnad, huvudbindel och bälte.
Överstepräst är som uttryck känt från ett flertal religioner. Av intresse i ett västerländskt sammanhang är att den romersk-katolska kyrkans överhuvud, påven, bär titeln "överstepräst", eller "Pontifex Maximus". Detta är ett arv från den gamla romerska statsreligionen. I den indiska mytologin kallades översteprästen purohita.
De judiska översteprästerna i templet i Jerusalem på Jesu tid var kohener, vilket innebär att de ansågs härstamma från Moses bror Aron. Nu levande ättlingar till Aron bär ofta efternamnet Kohen eller Cohen. Översteprästerna Hannas och Kajafas spelade en central roll i Nya Testamentets evangelier och översteprästen Ananias var aposteln Paulus åklagare år 58 e Kr.
I den vediska civilisationen i Indien kallades översteprästen vid sidan av kungen Purohita.